# Lathuile
Lathuile is een gemeente in het Franse departement Haute-Savoie (regio Auvergne-Rhône-Alpes) en telt 729 inwoners (1999). De plaats maakt deel uit van het arrondissement Annecy.

## Geografie
De gemeente ligt aan het Meer van Annecy. De oppervlakte van Lathuile bedraagt 8,8 km², de bevolkingsdichtheid is 82,8 inwoners per km².
De onderstaande kaart toont de ligging van Lathuile met de belangrijkste infrastructuur en aangrenzende gemeenten.

## Demografie
Onderstaande figuur toont het verloop van het inwonertal (bron: INSEE-tellingen).